# HD 193307
HD 193307，又名CD-5012929，SAO 246546、HR 7766，是一颗恒星，视星等为6.27，位于銀經349.13，銀緯-34.67，其B1900.0坐标为赤經20h 14m 25.3s，赤緯-50° -34.67′ 29″。